# Аргентинська Антарктида
Аргентинська Антарктида (ісп. Antártida Argentina) — частина  Антарктиди, на яку претендує Аргентина. Складається з  Антарктичного півострова і трикутного сектора, що тягнеться від вод  Атлантичного океану і до  Південного полюса між 25° і 74° західної довготи. Згідно з аргентинським законодавством Аргентинська Антарктида є департаментом провінції Вогняна Земля, Антарктида та острови Південної Атлантики.

## Історія
Х. Собраль — перший аргентинець ступив на землю Антарктиди в 1901 році.
Оркадас — перша постійна полярна станція Аргентини, заснована в 1904 році. З часом стали з'являтися і інші бази.
Операція 90 — перша аргентинська експедиція до Південного полюса, проведена 1965 р. складом в 10 солдатів аргентинської армії під командуванням Хорхе Е. Леаля.
8 квітня 1970 року губернатор провінції Вогняна Земля видав декрет № 149, яким поділив провінцію на 4 департаменти, зокрема Аргентинський антарктичний сектор, який згодом було перейменовано на Аргентинську Антарктику.

## Науково-дослідні станції

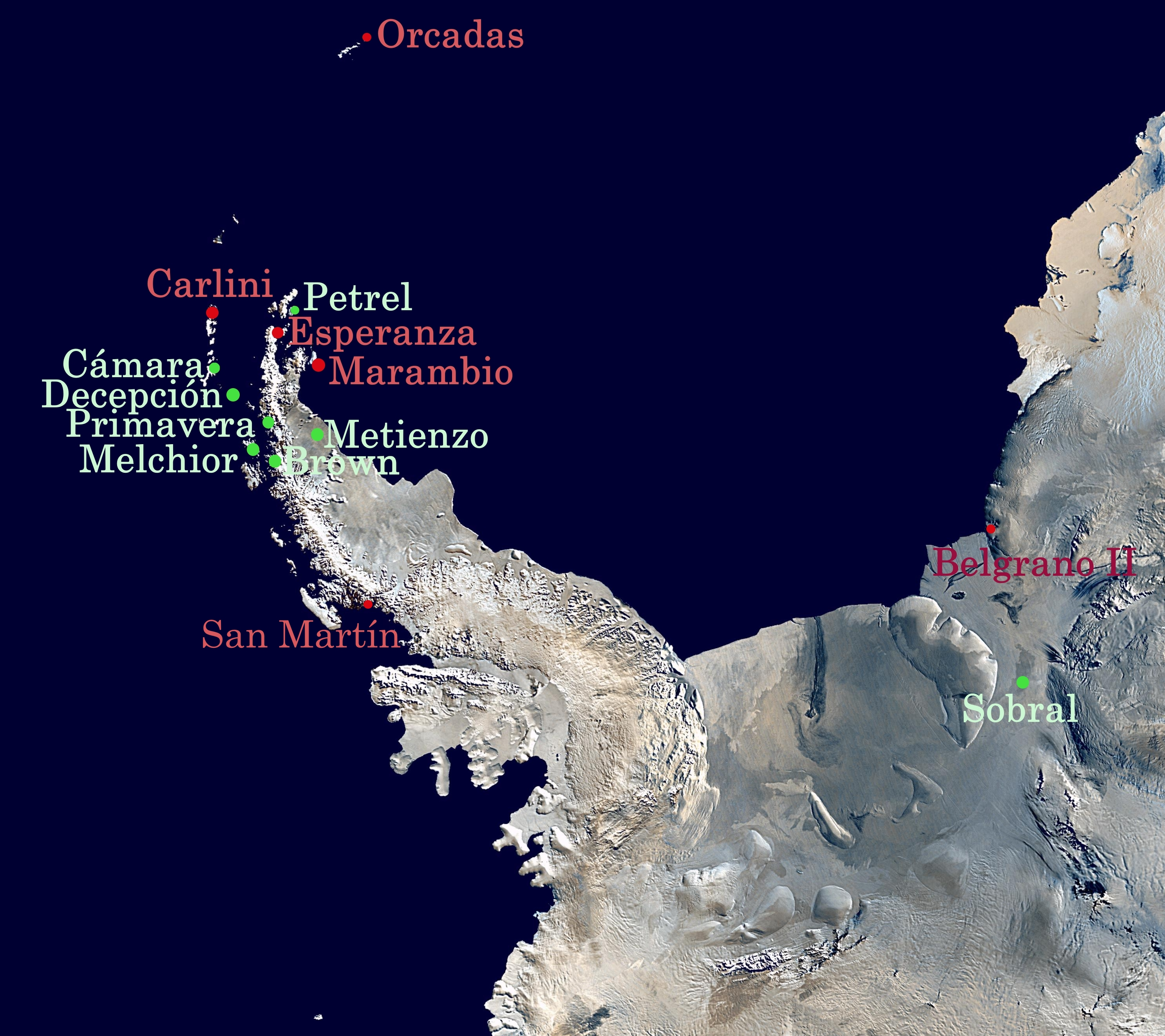
Аргентинські антарктичні станції (постійні позначені червоним, сезонні — білим)

На території Аргентинської Антарктиди розташована велика частина станцій материка. Серед аргентинських тут розташовані  Есперанса і Марамбіо, а також низка малонаселених баз. Кількість будівель на Есперансі і Марамбіо дорівнює 70, а населення влітку — 250 осіб, взимку — 110. Собраль — найпівденніша літня база, розташована на 1450 км південніше Бельграно II.

### Постійні станції
- Бельграно II (ісп. Base Belgrano II) — лабораторія і метеорологічна станція (заснована 1979 року).
- Есперанса (ісп. Base Esperanza) — лабораторія і метеорологічна станція з 1952 р. радіорубки LRA Arcángel, школа № 38 ім. Рауля Альфонсина з 1978 р., туристичне обладнання.
- Карліні (ісп. Base Carlini, до 2012 називалася Jubany) — наукова станція розташована на о. Кінг-Джордж.
- Марамбіо (ісп. Base Marambio) — лабораторія і метеорологічна станція (довжина 1,2 км, ширина 30 м, заснована в 1969 р.), розташована на о. Сеймур.
- Оркадас (ісп. Base Orcadas) — заснована 1903 року, розташована на Південних Оркнейських о-вах.
- Сан-Мартін (ісп. Base San Martín) — лабораторія і метеорологічна станція (заснована 1951 року).

### Сезонні станції
- Камара (ісп. Base Cámara) — заснована 1957 року, розташована на о. Півмісяця
- Десепсьйон (ісп. Base Decepción) — база заснована 1948 року, розташована на острові Десепшен.
- Петрель (ісп. Base Petrel) — станція заснована 1967 року, розташована на о. Данді.
- Прімавера (ісп. Base Primavera) — база заснована 1977 року, розташована на Антарктичному півострові
- Мельхіор (ісп. Base Melchior) — база заснована 1947 року, розташована на о. Обсерваторіо (Архіпелаг Палмера).
- Браун (ісп. Base Brown) — база розташована на березі затоки Парадайз на Антарктичному півострові
- Матьєнсо (ісп. Base Matienzo) — база заснована 1961 року, розташована на о. Нунатак-Ларсен на льодовику Ларсена

### Бази
Загальне число аргентинських баз, таборів та тимчасових притулків в Антарктиці складає 67. Деякі з них на даний час покинуті або знищені.
- Альфред де Навіо Собраль (ісп. Base de Avanzada Científica de Ejército Alférez de Navío Sobral) — заснована 1965 року, закрита 1972 року
- Кампаменто-Баєрс (ісп. Campamento Byers) — розташована на п-ові Баєрз[en].
- Естасьйон-Сьєнтіфіка-Елсворт (ісп. Estación Científica Ellsworth)— колишня американська база (заснована 1958 року), була розташована на березі моря Ведделла. Закрита 1962 року
- Гурручага (ісп. Base Gurruchaga) — база розташована на о. Нельсон
- Кампаменто-Сьєнтіфіко-Лівінгстон (ісп. Campamento Científico Livingston) — база розташована на о. Лівінгстон, використовувалася з 1995 по 2000 роки.

## Населення
Населення Аргентинської Антарктиди досягало 169 жителів взимку і 1261 влітку. З 1991 року постійні антарктичні станції беруть участь у загальноаргентинському переписі населення.
Згідно перепису 2010 року, проведеного INDEC, населення департаменту складає 190 осіб, з яких 162 чоловіки і 28 жінки, зокрема 16 дітей. У місцевих виборах 2015 року брали участь 174 виборці.
У департаменті Аргентинська Антарктида знаходяться 12 населених пунктів (антарктичних станцій), адмініструванням яких займаються Національна дирекція Антарктики, Антарктичний інститут Аргентини і Збройні сили Аргентини.
| Населений пункт | Постійне населення (2011) | Населення влітку (2011) |
| --------------- | ------------------------- | ----------------------- |
| Марамбіо        | 75                        | 160                     |
| Есперанса       | 66                        | 142                     |
| Карліні         | 33                        | 100                     |
| Сан-Мартін      | 20                        | 20                      |
| Бельграно II    | 19                        | 19                      |
| Браун           | 0                         | 12                      |
| Десепсьйон      | 0                         | 15                      |
| Матьєнсо        | 0                         | 15                      |
| Прімавера       | 0                         | 8                       |
| Камара          | 0                         | -                       |
| Мельхіор        | 0                         | -                       |
| Петрель         | 0                         | -                       |
| Загалом         | 213                       | 491                     |

## Транспорт
Головні транспортні засоби: кораблі Puerto Deseado і Suboficial Castillo, криголам ARA Almirante Irizar, літаки C-130 Hercules і DHC-6 Twin Otter.

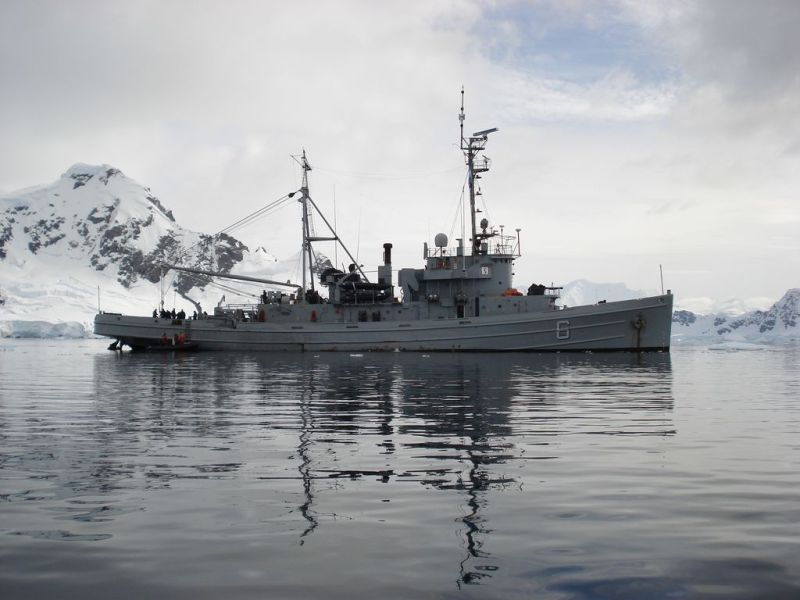
ARA Suboficial Castillo
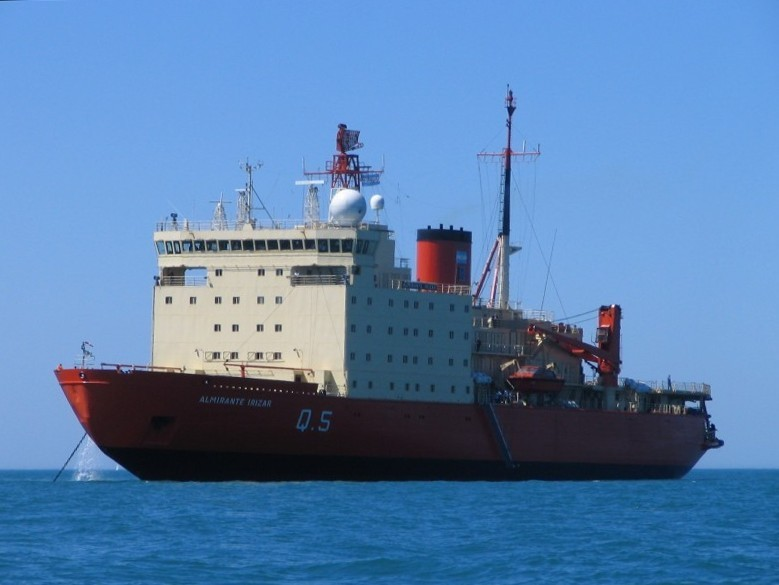
ARA Almirante Irizar
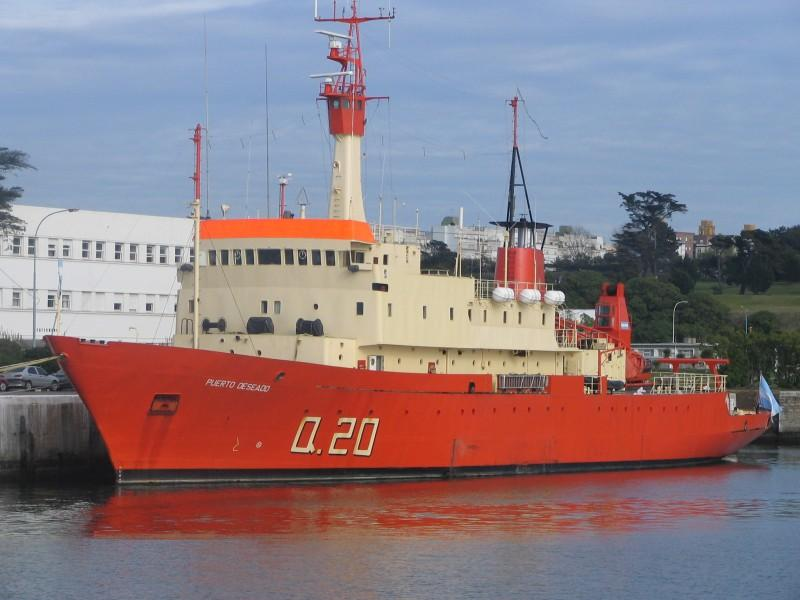
ARA Puerto Deseado

## Провінційні установи

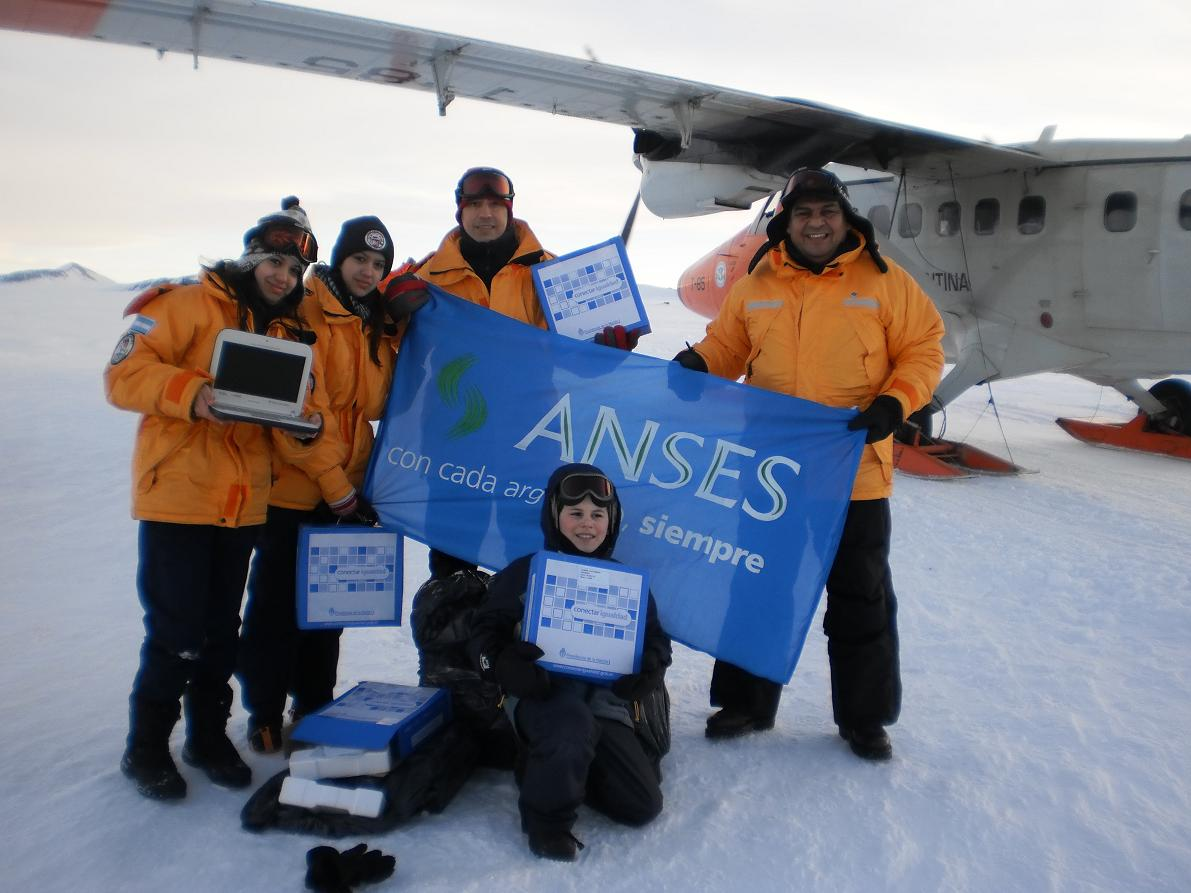
Учні та педагоги школи № 38 2011 року

На території департаменту діє школа № 38 ім. Рауля Альфонсина (до 2012 року носила ім'я Хуліо Роки) на базі Есперанса. Набором персоналу школи займається уряд провінції. Також на рівні провінції відбувається керівництво Базою Она й Антарктичним офісом, який обслуговує туристів на антарктичних морських туристичних круїзах. Решта установ і організацій на території департаменту керується державними органами Аргентини.